# Sukkertang
Sukkertang (Saccharina latissima) er en brunalge af familien Laminariaceae. Den er udbredt over alle danske farvande og vokser på 1-30 m dybde, fæstet på sten. Den er i det hele taget meget udbredt på den nordlige halvkugle, hvor man kan finde den langs kysterne mod Atlanterhavet og Stillehavet, herunder også i de arktiske egne.
Sukkertangen er spiselig og især udtrækker man stivelse af algen til brug som stabilisatorer i fx flødeis og kakaomælk. Efterhånden er der også interesse for andre anvendelser af den, fx som dyrefoder eller inden for farmacien.